# Жохово-Старе
Жохово-Старе (пол. Żochowo Stare) — село в Польщі, у гміні Старожреби Плоцького повіту Мазовецького воєводства.
Населення — 93 особи (2011).
У 1975-1998 роках село належало до Плоцького воєводства.

## Демографія
Демографічна структура станом на 31 березня 2011 року:
|          | Загалом | Допрацездатний вік | Працездатний вік | Постпрацездатний вік |
| -------- | ------- | ------------------ | ---------------- | -------------------- |
| Чоловіки | 45      | 15                 | 29               | 1                    |
| Жінки    | 48      | 7                  | 32               | 9                    |
| Разом    | 93      | 22                 | 61               | 10                   |